# Gendre
El gendre o fill polític (del llatí, generu, d'idèntic significat) és, respecte d'una persona, el marit de el/la seu/seva fill/filla

## Història
En el Dret romà, quan el sogre adoptava com a fill al seu gendre, el marit i la muller quedaven en condició de germans. Aquesta situació es denominava tècnicament incestum superveniens, és a dir, incest sobrevingut i suposava la immediata dissolució del matrimoni.
La relació gendre-sogre presenta històricament un doble caràcter: harmònic o conflictiu. Així, Amílcar Barca i el seu gendre Asdrúbal són un exemple força il·lustratiu d'una avinença immillorable, mentre que Laban i el seu gendre Jacob representen la situació contrària. Amílcar Barca compartia un interès comú amb el seu gendre Asdrúbal: frenar el creixent expansionisme romà, que amenaçava d'anorrear Cartago. En canvi, Laban i el patriarca Jacob perseguien objectius contraposats: Jacob volia casar-se amb Raquel, la filla petita de Laban, perquè se l'estimava de tot cor. El seu sogre era inflexible: "A casa nostra, mai no es casa la petita abans que la gran". Jacob acabà, finalment, tenint dues esposes: Lia i Raquel.
Una circumstància poc corrent és que el sogre sigui més jove que el gendre, com ara el cas de Bernat III de Besalú que tenia quinze anys més que el seu sogre Ramon Berenguer III, comte de Barcelona.

## Els gendres en el refranyer popular
- Hi ha refranys catalans que donen una visió totalment negativa del gendre:

"Amor de gendre, bugada sense cendra".
"Val més un fill airat que un gendre ensucrat".
"Sol d'hivern i amor de gendre, un cop de perna".
- Uns altres són, en canvi, més benèvols:

"Un bon gendre, un fill més;
 un mal gendre, una filla menys".
"Que delicat era mon gendre, quan era tendre!".